# GBU-10 Paveway II
A GBU-10 Paveway II é uma bomba americana guiada a laser. Foi baseada na Mk-84, mas com guia a laser e canaletas para aumentar a precisão. Entrou em serviço em 1976. Usada pela USAF, US Navy, US Marine Corps, e várias forças aéreas da OTAN. A GBU-10 foi construída com mais de seis variantes com diferentes combinações de canaletas e fusíveis. Peso varia dependendo da configuração, variando de 934 k a 956 kg.